# Trentepohlia estella
Trentepohlia estella är en tvåvingeart som beskrevs av Alexander 1972. Trentepohlia estella ingår i släktet Trentepohlia och familjen småharkrankar.
Artens utbredningsområde är Uganda. Inga underarter finns listade i Catalogue of Life.